# Plantago tasmanica
Plantago tasmanica är en grobladsväxtart som beskrevs av Joseph Dalton Hooker. Plantago tasmanica ingår i släktet kämpar, och familjen grobladsväxter. Utöver nominatformen finns också underarten P. t. archeri.